# Operació Groza
Operació Groza era el nom clau amb el que es coneixia un experiment nuclear realitzat per la Unió Soviètica. Aquesta operació consistia en el llançament d'un coet des del cosmòdrom de Kapustin Iar carregat amb una ogiva nuclear i que va ser detonada a l'estratosfera el 6 de setembre de 1961.
El cap nuclear va explotar a les 09:00 pm (hora de Moscou) a una alçada de 22700 m sobre el cosmòdrom i va alliberar una energia de 10,5 quilotones. Durant l'experiment es van dur a terme les primeres observacions de radar en presència de les pertorbacions produïdes per l'explosió.